# Орден «Слава» (Азербайджан)
Орден «Слава» (Орден «Шохрат») (азерб. "Şöhrət" ordeni) — орден Азербайджанской Республики. Утверждён президентом Азербайджана Гейдаром Алиевым 6 декабря 1993 года законом под номером № 757.

## Закон
Закон Азербайджанской Республики 
6 декабря 1993 г. № 757 
«Об утверждении Статута ордена Азербайджанской Республики „Слава“ и его описания» 
Национальное собрание Азербайджанской Республики постановляет: 
Утвердить Статут ордена Азербайджанской Республики «Слава» и его описание (прилагаются). 
Президент Азербайджанской Республики Гейдар Алиев

## Награждение орденом
Орденом Азербайджанской Республики «Слава» награждаются граждане Азербайджанской Республики, иностранные граждане и лица без гражданства:
- за особые заслуги в экономическом, научно-техническом и социально-культурном развитии
- за особые заслуги в укреплении мира и дружбы и развитии сотрудничества между народами;
- за выдающиеся трудовые результаты в промышленности, транспорте, связи, строительстве и других отраслях народного хозяйства;
- за особые заслуги в области науки, образования и здравоохранения.

## Ношение ордена
Орден «Слава» носится на левой стороне груди и при наличии других орденов и медалей Азербайджанской Республики располагается перед ними, но после ордена Гейдара Алиева, ордена «Независимость», ордена «Шах Исмаил», ордена «Азербайджанское знамя».

## Описание
Орден состоит из полумесяца, который обрамлён национальным орнаментом. Внутри изображен лавровый венок и солнце с лучами. Орден изготовлен из серебра, позолочен, а сверху покрыт эмалью голубого цвета. Размер ордена — 32 мм x 38 мм.
На ленте золотистого цвета имеется надпись «Слава», а в верхней части изображена 8-конечная звезда того же цвета. Диаметр звезды — 9 мм. На обратной стороне ордена отмечаются серия и номер ордена. Орден соединён к бело-голубой ленте размером 37 мм x 50 мм, которая прикрепляется к одежде.
К ордену также прилагается колодка, изготовленная из аналогичной ленты, прикрепляющейся к одежде. Размер ленты — 37 мм x 10 мм.